# Liste der Kardinalpriester von Santa Teresa al Corso d’Italia
Folgende Kardinäle waren Kardinalpriester von Santa Teresa al Corso d’Italia (lat. Titulus Sanctae Theresiae Virginis):
- Giovanni Panico 1962
- Joseph-Marie Martin 1965–1976
- László Lékai 1976–1986
- László Paskai OFM 1988–2015
- Maurice Piat CSSp seit 2016